# Stress-Es Tres-Tres
Stress-Es Tres-Tres (internacionalmente Stress is Three) es una película de drama psicológico de carretera experimental de 1968 dirigida por Carlos Saura y coescrita por Saura y Angelino Fons. Adscrita al denominado Nuevo Cine Español está protagonizada por Geraldine Chaplin, Juan Luis Galiardo y Fernando Cebrián en sus papeles principales. La trama, desarrollada a lo largo de un día, se centra en un matrimonio en problemas en parte consecuencia de la rápida modernización de la sociedad de consumo española. 
La cinta, estrenada en la Mostra de Venecia, se alzó con el premio a mejor fotografía para Luis Cuadrado en los premios del Círculo de Escritores Cinematográficos.

## Sinopsis
Tres personas emprenden juntas un viaje en coche desde Madrid a Almería. Fernando (Cebrián) es un exitoso industrial pero, sin embargo, está consternado porque su vida personal no refleja su brillante carrera. Se siente inseguro sobre su tambaleante matrimonio con Teresa (Chaplin) de quien cree que está teniendo una aventura con su mejor amigo Antonio (Galiardo).

## Reparto
- Geraldine Chaplin - Teresa
- Juan Luis Galiardo - Antonio
- Fernando Cebrián - Fernando
- Porfiria Sanchíz - Tía
- Fernando Sánchez Polack - Guarda
- Humberto Sempere - Niño
- Charo Soriano - Mujer accidentada

## Análisis
Saura explicó que la película es "el estudio de la crisis de una sociedad aparentemente desarrollada, la crisis del español moderno que, bajo el nuevo barniz, sigue siendo un hombre medieval, que todavía tiene vigentes en su interior los viejos tabúes y represiones morales de su pasado religioso".
La película tiene un carácter experimental por lo que Saura se aleja de varias de las fórmulas de sus dos películas anteriores, Peppermint Frappé y La caza: "En el fondo, tenía la sensación de que en Peppermint Frappé estaba muy limitada por la historia y quería desatarme. Así que hice Stress-Es Tres-Tres, como una especie de liberación".

## Recepción
Sobre el sitio agregador se reseñas Rotten Tomatoes el film tiene un índice de aprobación de 75% de 100.